# Bruno Fael
Bruno Fael (Sacile, 20 gennaio 1935 – Milano, 26 ottobre 2015) è stato un pittore e scultore italiano.

## Biografia
Bruno Fael nasce a Sacile, in Friuli, nel 1935 e sin da bambino mostra una particolare attrazione per la pittura.
Nel 1951 frequenta per due anni la Scuola della Marina Militare. Ne esce con il grado di sottocapo meccanico e sottoscrive la “ferma” che prevedeva 4 anni di navigazione. Viene imbarcato sull’incrociatore Giuseppe Garibaldi e durante la navigazione continua a dipingere e suonare. In questa passione per l’arte viene incoraggiato da alcuni ufficiali che comperano i suoi primi quadri.
Nel 1958, lasciata la Marina Militare, lavora come aiuto-macchinista nelle Ferrovie dello Stato, con base a Treviso e si sposa.
La sua opera è all’inizio figurativa e rappresenta paesaggi crudi, che con il loro realismo attraggono i suoi primi collezionisti.
Nel 1962 espone per la prima volta in una personale organizzata a Treviso in un luogo anomalo: il bar della Stazione delle Corriere ove incontra lo scrittore trevigiano più illustre del momento, Giovanni Comisso di cui in breve tempo diventa il prediletto. Fael decide di fare l’artista di professione e ha inizio un lungo susseguirsi di mostre collettive e personali in tutta Italia ed all’estero, con l’assegnazione di molti riconoscimenti.
A partire dalla mostra del 1963 a Padova, le sue opere vengono presentate in tante città d'Italia, da Roma a Milano, dove incontra Mario Lepore e Ignazio Mormino che lo seguirà per molti anni.
Nel 1969 inaugura nel centro di Treviso il suo primo “studio-salotto”, presentato da Adriano Màdaro. In quegli anni, instaura rapporti d’amicizia con l'artista Walter Pozzi, con il cantautore e cabarettista Lino Toffolo, il duo comico Cochi e Renato ed altri. I critici definiscono la sua pittura poetica “Nuova figurazione”.
Incontra anche Salvatore Fiume e ritrova Roberto Crippa con il quale rimarrà molto legato fino al giorno della sua scomparsa.

Nel 1972 Fael apre uno studio anche a Milano. Da quel momento studia il modo di trasformare la sua pittura in un gioco di “ideogrammi” più vicini alla scrittura della musica che alla figurazione.
Nel 1974 a Milano, alla Galleria “Il Cigno” incontra e instaura rapporti di amicizia con Enzo Jannacci e ritrova il pittore Gianni Ambrogio di cui è amico.
Nel 1974 apre a Salisburgo la sua mostra all’Austellungspavillon Zwergelgarten con assegnazione del 1º premio di pittura “Città di Salisburgo”. Incontra il maestro Herbert Von Karajan.
A Milano in occasione della mostra alla Galleria “Il Camino” nel 1975 il sindaco Paolo Pillitteri gli consegna la medaglia d’oro “Gonfalone d’oro di Milano” a nome del Comune.
È del 1978 la prima presentazione della sua “collezione di oggetti”. Queste creazioni (borse, foulard, ombrelli, accendisigari, bicchieri d’argento e altro) vengono presentate a Milano, a Parigi e a New York. Nello stesso anno incontra la giovane intellettuale francese Yvonne Catelli che diventerà la sua compagna e ispiratrice. Nel 1983 compone musiche dedicate proprio a Yvonne Catelli e realizza il 33 giri Musica per Yvonne per la Distribuzione Dischi Ricordi.
A Parigi nel 1984 espone al Salon des Nations (C.I.A.C.). In occasione della mostra conosce e instaura un rapporto di amicizia con il cantante Charles Aznavour che spesso lo verrà a trovare nel suo studio di Milano.
A Cannes nel 1984 gli viene assegnato il “Charlie Chaplin d’Oro” durante una manifestazione inserita nel quadro del Festival del Cinema.
Nel 1986 incontra Bruno Contenotte, artista appartenente alla corrente metafisica e surrealista, con cui instaura una forte amicizia che durerà fino al 1992, anno della scomparsa di Contenotte. I due artisti nel 1986 realizzano una mostra-evento intitolata Psicromia Attiva alla Galleria “Quanta” di Milano, presentata da Pierre Restany. In quell'anno nasce anche un rapporto di amicizia con Mimmo Rotella.
Nel 1987 incontra la cantante Gianna Nannini che per anni frequenterà il suo studio di Milano.

Nel 1991 Fael inaugura il suo studio ristrutturato di via Antonio Porpora a Milano. Questa sede diviene un punto di incontro per artisti, intellettuali, cantanti, attori e collezionisti di primo piano, frequentato in modo assiduo da Bruno Contenotte, Mimmo Rotella, Ibrahim Kodra, Filippo De Gasperi e altri e dai critici Pierre Restany, Mario Monteverdi, Luca M. Venturi, Carlo Franza.
Nel 1992 a Milano alla Rotonda della Besana presenta Arte e linguaggio per Exodus, promossa dal Comune di Milano, una mostra nata da un incontro avvenuto la notte di Natale 1991 tra Fael e don Antonio Mazzi. Nel 1994 a Nizza allo Spazio Abela incontra Frédéric Altmann, critico d'arte e curatore dei musei del sud della Francia, nonché curatore della pagina dell’arte del quotidiano Nice Matin, con cui strinte un rapporto di stima ed amicizia.
Fael e Yvonne nel 1995 aprono un altro studio ad Antibes, in rue de Sade. Da quel momento si ritroverà sovente con il critico e curatore Frédéric Altmann, con l'artista André Verdet e con lo scrittore Louis Nucera,
Nel 1995 al Circolo della Stampa di Milano e poi a Nizza viene presentata la monografia su Fael curata da Frédéric Altmann e Pierre Restany, che contiene due saggi introduttivi dei curatori, oltre a numerosi altri interventi di studiosi della sua pittura.
Nel 1995 il Consolato Generale d’Italia di Lugano organizza una personale di Fael in collaborazione con la BSI-Banca della Svizzera italiana.
Fael apre uno studio in Bretagna nel 1998 a Rennes, affascinato dalla regione per le sue luci, i suoi paesaggi, i miti e leggende. Nel 1999 a Milano ai Musei di Porta Romana apre la mostra Il mondo fantastico di Fael/La liberté du regard.
Nel 2000 a Milano nel quadro di "Milano Vende Moda", presenta dodici sculture-manichini che rappresentano la metafora di un’epoca tormentata, approdando alla scultura.
Nel 2001 espone ad Ain Sokhna (Egitto) alla Caesar Gallery e al Cairo all’EFPAC the First Mall. La mostra è inaugurata dal Ministro della Cultura Farouk Hosny, alla presenza di alcuni diplomatici dell’Ambasciata italiana del Cairo. Il ricavato sarà destinato all’Association of Friends of the National Cancer Institute.
L’anno successivo realizza ad Ain Sokhna la scultura monumentale Il guardiano delle stelle, in cemento armato e alta 10 metri, situata all’entrata del resort “Stella di Mare”.
Nel 2003 a Milano al Palazzo delle Stelline, nella Sala del Collezionista viene allestita la mostra Lo schermo fantastico di Fael, un omaggio al cinema realizzato in collaborazione con Sol Screen Office Lombardia (Sindacato Critici Cinematografici Gruppo Lombardo), con il patrocinio di Regione Lombardia, Provincia di Milano e rappresentanza a Milano della Commissione Europea. Nell’ambito della mostra si tiene una serata evento I colori della musica e della moda con intervento di Tullio De Piscopo che scrive colonne sonore per i quadri di Bruno Fael ispirati a celebri film e di Danilo Sassi che presenta abiti appositamente disegnati ispirandosi alle opere esposte.
Nel 2003 presenta a Veneziam Scola dei Battiloro e Tiraoro – San Stae Lo schermo fantastico di Fael, un omaggio ai suoi registi preferiti, che viene riproposto a Venezia in occasione della Mostra Internazionale del Cinema con il patrocinio del Comune di Venezia.
Nel 2004 illustra i racconti di Mario Rusca Nel giardino delle stelle e a Malindi realizza African Dream un'altra scultura monumentale in cemento armato alta 10 metri situata all’entrata del Tropical Village Hotel. Lo stesso anno a Locarno al Museo Casorella e in contemporanea alla Galleria d’Arte Fondazione P. Patelli presenta Lo schermo fantastico di Fael, mostra rivisitata realizzata in concomitanza con la 57ª edizione del Festival Internazionale del Film.
Il 2005 vede Fael a Santa Margherita Ligure al Castello cinquecentesco sul lungomare con Omaggio all’Africa, dove viene anche proclamato "Pittore dell’anno 2005"" nel salone della Villa Durazzo, in presenza delle autorità locali e dei rappresentanti degli altri enti patrocinatori.
Nel 2005 sempre a Malindi realizza le Pietre Sacre, dieci sculture di cemento armato dipinto per il complesso residenziale “Mwembe Resort”. Lo stesso anno presenta a Milano Les fesses de ma femme, omaggio artistico-conviviale dedicato alla compagna Yvonne e presentato nel suo studio.
Nel 2006 ancora ad Ain Sokhna presenta la scultura-manichino Il golfista di due metri, realizzato per l’atrio d’ingresso dello Stella di Mare Golf & Country Club.
Dal 2007 per due anni conduce intense ricerche e sperimenta nuove tecniche per poter trasportare le sue opere su vetro mediante una vetrofusione del tutto particolare. Da questi studi nasce il periodo dei Vetri segreti.
Nel 2007 a Belluno allo Show-room Gasperin espone I sogni luminosi di Fael, riproposti in seguito anche a Torino, Town House 70, e a Milano alla Town House 12.
Torna nel 2008 al Cairo dove nel Foyer dell’Opera House del Cairo presenta La nuova misteriosa musicalità di Fael, mostra realizzata per commemorare il 150º anniversario della nascita di Giacomo Puccini, sotto il patrocinio del Ministro della Cultura Farouk Hosny e dell’Ambasciata d’Italia in Egitto.
Nel 2010 espone a Milano alla SevenStars Gallery l'opera I 7 Cavalieri di Asgard. Nel 2011 realizza a Malindi l’opera monumentale di cemento e polvere di marmo Harmony commissionata dall’imprenditore Franco Rosso per il suo albergo Dream of Africa.
Nel 2012 a Milano presenta alla SevenStars Gallery la mostra-evento La musica prende forma.
In concomitanza con Expo 2015, espone a Milano, in Piazza Duomo al World Expo Commissioners Club il ciclo pittorico Nutrire il pianeta, energia per la vita dedicato a tutte le nazioni e i popoli del pianeta Terra.
Si spegne il 26 ottobre 2015 a Milano, all'età di 80 anni.

## Opere principali
- 1980, Art à porter, collezione di oggetti da lui disegnati (borse, valigette, ombrelli, orologi, accendini e altri accessori)
- 1985, sperimentazione ricerche condotte in collaborazione con il Dipartimento Scientifico di Ricerca Flusso Bio-Radiante. Ideatore del Fonocromo Fael brevettato per applicazione alla pranoterapia. Il suo metodo curativo raccoglie e sviluppa una simbiosi suono-colore che recupera l’“emissione bioradiante” (radiazioni cromatiche) del corpo e la porta al suo stato ottimale di equilibrio.
- 1986, Psicromia attiva – 2 tele 4 m x 4 m esposte alla Galleria Quanta di Milano.
- 2000, Fael dipinge i manichini esposti al Momi di Milano
- 2002, Il guardiano delle stelle scultura monumentale in cemento armato policromo alta dieci metri
- 2004, African Dream scultura monumentale in cemento armato policromo alta 12 metri, collocata all’entrata del Tropical Village Hotel a Malindi/Kenya.
- 2005, installazione di 10 sculture in cemento armato dipinto Le pietre sacre nel parco del Mwembe Resort/Malindi Kenya.
- 2005, Sogni luminosi, lavori in vetro fusione
- 2006, installazione composta di 3 palme alte 2 m, 1,80 m e 1,60 m in vetro fusione, create per l'albergo "Stella di Mare" a Sharm el-Sheikh (Egitto)
- 2010, L’albero della pace in vetro fusione e cristallo blu, collocata nelle vicinanze della tomba del Servo di Dio, Don Tonino Bello, nel cimitero di Alessano.
- 2011, Tripraxis revisited, libro a tiratura limitata a pochissimi esemplari realizzato con tecniche miste
- 2012, La musica prende forma, accompagnato da un cofanetto contenente un DVD da collezione con 12 litografie su tela in edizione limitata.
- 2014/2015 Nutrire il pianeta, energia per la vita, 147 opere realizzate per l'Expo Universale di Milano 2015.

## Principali collezioni pubblicate e private
- Pinacoteca Comunale d’Arte Contemporanea di Ruffano (Puglia)
- Museum of the Royal House of Portugal – Vicenza
- Museo d’Arte Moderna – Roma
- Centre International d’Art Contemporain de Carros (Nizza/Francia)
- Museo Diocesano Francesco Gonzaga – Mantova
- Museo d’Arte Contemporanea italiana – Durazzo (Albania)
- Museo di Casorella – Locarno (Svizzera)
- Stella di Mare Golf Hotel – Ain Sokhna (Egitto)
- Stella di Mare Grand Hotel – Ain Sokhna (Egitto)
- Stella di Mare Beach Hotel & Spa – Sharm el-Sheikh (Egitto)
- Hotel Excelsior di Via Veneto – Roma
- Sandies Tropical Village – Malindi (Kenya)
- Mwembe Resort – Malindi (Kenya)
- La Perla/Lingerie della famiglia Masotti – Bologna
- Diamonds Dream of Africa – Malindi (Kenya)
- Town House Galleria – Seven Stars – Milano
- Fondazione Don Tonino Bello – Alessano (Lecce)
- CRI International – Cernusco sul Naviglio (Milano)
- Musée Gaspar-Collection de l'Institut Archéologique du Luxembourg, Arlon (Belgique)